# 대구초등학교 (전남)
대구초등학교 (大口初等學校)는 대한민국 전라남도 강진군 대구면 수동리에 있는 공립 초등학교이다.

## 학교 연혁
- 1923년 9월 19일 설립인가
- 1924년 5월 1일 대구공립보통학교 개교
- 1983년 3월 1일 용운분교장(용운국민학교) 편입
- 1983년 3월 1일 병설유치원 개원
- 1990년 3월 1일 용운분교장 통합
- 1991년 3월 1일 저두분교장(대구북국민학교) 편입
- 1993년 3월 1일 저두분교장 통합
- 1996년 3월 1일 대구초등학교 개칭
- 2013년 3월 1일 제25대 문영호 교장 부임
- 2014년 2월 19일 제88회 졸업(졸업생5,093명)
- 2015년 2월 17일 제89회 졸업(졸업생 3명, 총 5,096명)
- 2015년 3월 1일 제26대 김형 교장 부임
- 2016년 2월 14일 제90회 졸업(졸업생 4명, 총 5,100명)
- 2017년 2월 14일 제91회 졸업(졸업생 5명, 총 5,105명)
- 2018년 2월 13일 제92회 졸업(졸업생 4명, 총 5109명)
- 2018년 3월 1일 제27대 이주영 교장 부임
- 2020년 3월 1일 제28대 김정완 교장 부임
- 2022년 12월     전라남도교육감 자율장학 유공학교 표창
- 2023년 1월 5일 제97회 졸업(졸업생 4명, 총 5126명)
- 2023년 3월 1일 제29대 이경숙 교장 부임(공모-초빙)

## 참고 자료
- 대구초등학교 - 한국교육학술정보원 학교알리미